# Buyantu Khan
Buyantu Khan (Xiangshuiyuan, 9 aprile 1285 – Pechino, 1º marzo 1320), conosciuto anche col nome mongolo di Ayurbarwada e con quello cinese di Renzong  (in cinese: 元仁宗), è stato imperatore della Cina dal 1311 al 1320, della dinastia mongola degli Yuan.

## Biografia

### Le lotte per la successione
Secondo figlio di Darmabala e di Dagi della famiglia dei Khunggirat e pronipote di Kublai Khan. Suo tutore fu l'erudito confuciano Li Meng, che successivamente influenzò il suo pensiero politico.
Nel 1305 l'imperatrice Bulugan, moglie di Temür, inviò Ayurbarwada ad Honan come principe di Huai-ning, sottraendolo dalla corte imperiale. Nel giro di poco tempo morirono sia il Temür Khan che Tachu suo figlio. Temur il 2 febbraio 1307 morì, senza lasciare eredi.
Külüg Khan inviò in esilio la vedova di Temür, Bulugan, mentre Ayurbarwada aveva tentato di porre sul trono imperiale il suo favorito, Ananda, di religione islamica e già governatore di Ningxia. Harghasun, cancelliere imperiale, venuto a conoscenza del piano di Bulugan, richiamò Ayurbarwada e Li Meng verso la capitale Dadu. I tre studiarono una strategia per imprigionare Ananda e Bulugan. Successivamente, Ayurbarwada propose al fratello maggiore Khayishan, che si trovava lontano da Dadu, di succedergli al trono. Dopo l'ultima incoronazione di Khayishan, Ayurbarwada venne nominato nel giugno 1307 principe ereditario.

### Principe ereditario sotto il fratello Khayisan e la presa del potere
Ayurbarwada venne quindi posto a capo degli organi amministrativi centrali. Egli si circondò di filosofi e eruditi cinesi come Chen Hao, Wang I, Wang Yueh, Chao Mengfu, Wang Chieh, Chan Yaoho, Shang-ye, Yao Sui, e Hsia Ku; artisti come Shang Cheng e Wang Cheng-Peng, lirici e quant'altro popolava il suo entourage.
Era in grado di leggere e scrivere regolarmente il cinese, era un abile pittore e calligrafo e un grande conoscitore del confucianesimo e della storia cinese. Pesantemente influenzato dalla politica etica confuciana, Ayurbarwada era naturalmente in opposizione alla politica del fratello. I partigiani dell'imperatore Khayisan accusarono Li Meng, il suo mentore, di aver sobillato Ayurbarwada a detronizzanare l'imperatore; fu per questo motivo che lo stesso Li Meng fu costretto a lasciare la corte, immediatamente dopo l'ascesa di Khayisan. Ayurbarwada parlò in difesa del suo mentore ma non fu in grado di trattenerlo. Il suo disaccordo col fratello e con i suoi alti ufficiali si svelò definitivamente con questo atto e rimase tale sino alla sua presa di potere.
Khayishan morì nel gennaio 1311. A differenza della guerra di successione sull'officio di Gran Khan nel 1307, l'ascesa di Ayurbarwada al trono del fratello Khayisan nell'aprile del 1311 fu incruenta e senza morti.
La cerimonia d'incoronazione vide il dispiegamento di 14.000 principi, ciascuno dei quali doveva provvedere al sovrano da 700 a 1.000 cavalli. Le festività durarono una settimana. 40 buoi e 4.000 pecore, oltre ad un numero impressionante di altri animali, vennero mangiati ogni giorno. Il nuovo imperatore si sedette sul trono all'ora prefissata dagli astrologi.

### La riforma
Ayurbarwada delineò le proprie riforme sulla base dei principi di governo del confucianesimo, anche se molte di queste andavano contro i principi della nobiltà mongola. Poco dopo essere asceso al trono, smembrò il Dipartimento degli Affari di Stato uccidendo i cinque alti ufficiali che vi erano a capo durante il regno del fratello. Abolì anche le banconote e le monete circolanti in Cina, ripristinando i Chungtung e le Chihyuan, monete ufficiali dello Stato. La burocrazia venne ridotta mentre il numero gli ufficiali venne riportato allo stesso numero esistente all'epoca di Kublai Khan. Ayurbarwada nominò Li Cheng e Chang Kuei gran consiglieri.
La riforma più importante fu l'introduzione dell'esame imperiale, un sistema di giudizio che prevedeva l'intervento diretto dell'imperatore per i casi di pena capitale più gravi. L'esame imperiale, a partire dal 1313, venne introdotto anche per verificare le conoscenze degli addetti statali e per la nomina dei membri della corte.
La codifica delle leggi fu un altro punto importante della politica di Ayurbarwada. Nel 1311, nello stesso mese della sua incoronazione, istituì il Segretariato per la sistematizzazione dei codici e dei regolamenti promulgati sin dall'inizio del regno di Kubilai Khan. L'opera venne completata nel 1316, anche se il processo di revisione non venne terminata solo nel 1323, sotto il governo di suo figlio, nonché successore Shidibala. Per certi versi il nuovo codice di leggi rifletteva i costumi e le tradizioni peculiari dei Mongoli, in quanto ricordava le origini delle precedenti dinastie regnanti in Cina.
Ayurbarwada riteneva che la classe dirigente mongola dovesse apprendere molto dalla cultura cinese. Durante il suo regno, un gran numero di libri e opere cinesi vennero tradotti in mongolo e pubblicati con l'autorizzazione di Ayurbarwada, tra i quali spiccavano Shang Shu (尚書, "Libro di storia"), Daxue Yanyi (大學衍義, "Senso esteso del Grande Apprendimento"), Zhenguan Zhengyao (貞觀政要, "Elementi essenziali di governo del periodo Zhenguan") ed il Xiao Jing (孝經, "Libri della pietà filiale").
Nell'inverno del 1311 Ayurbarwada ordinò l'abolizione dei "jarghuchi" (giudici) e lo stato principesco di Ogedei Khan, che vi aveva regnato dal 1229 al 1241, e pose anche tutti i Mongoli sotto la giurisdizione legislativa vigente anche in Cina.
Durante il suo regno, Ayurbarwada incoraggiò l'agricoltura per incrementare le entrate dell'impero. Il suo consigliere più anziano, Temuder, prese misure drastiche che includevano la creazione del monopolio di stato sul sale e sul ferro oltre che sul commercio marittimo con l'estero. Malgrado la crescita dei legami commerciali con l'Europa, l'amministrazione di Ayurbarwada, guidata da Temuder, tentò nel 1314, ma senza successo, una nuova revisione catastale di tutte le terre che garantisse una tassazione più equa. Purtroppo il progetto fallì, anche a causa della corruzione e del favoritismo operato dagli ufficiali del catasto e che causò molto risentimento tra la popolazione. Come risultato, nel 1315 a Chiang-Shi scoppiò una grande rivolta, che venne comunque repressa nel giro di due mesi.
L'imperatrice, Buyantu Khagan, garantì, a partire dal 1314 un proprio diploma (lo yarliq) per esentare i monaci francescani da qualsiasi tassazione. I frati in cambio avrebbero dovuto pregare per il Gran Khan mongolo dedicandogli delle messe in sua benedizione.
Temuder tagliò corto anche con le autonomie dei principi, giustiziando gli oppositori, sebbene poi questo fatto gli diede il soprannome di "ministro demoniaco". Questo suo modo di agire gli costò, nel 1317, le dimissioni per mano dello stesso imperatore
. Ayurbarwada, per evitare un conflitto con sua madre Dagi non fece giustiziare Temuder.

### Impero mongolo
Ayurbarwada continuò la politica imperialista dei suoi predecessori. Riconfermò tutti gli stati vassalli della Cina al momento della sua ascesa al trono, cogliendo l'occasione per ricordare a tutti il pagamento dei tributi, entro i termini previsti. Tra i principi vassalli si ricordano quelli del Champa, dell'Annam, del Malabar e i regni ai confini dello Yunnan.
Nel 1312 il musulmano Ozbeg Khan ascese al trono dell'Orda d'oro. Impose, tra i Mongoli russi, la religione buddista e lo sciamanesimo. Ad ogni modo Ayurbarwarda mantenne sempre rapporti amichevoli con Ilkhan e Oljeitu e con gli altri regnanti a lui sottoposti a parte alcune eccezioni che videro comunque vittorioso l'Imperatore.

### Gli ultimi anni
Ayurbarwada morì il 1º marzo 1320. Suo figlio Shidibala, venne eletto imperatore, visto che aveva già il titolo di principe ereditario. La sua morte ad ogni modo diede avvio a due decenni di tumulti politici che porteranno nel 1323 all'assassinio di Shidibala.